# Veton Berisha
Veton Berisha (Egersund, 13 aprile 1994) è un calciatore norvegese, attaccante del Viking.

## Carriera

### Club
Berisha è arrivato al Viking poco dopo il fratello, Valon Berisha, proveniente dall'Egersund, ed entrambi hanno firmato un contratto valido fino al 2011. Veton ha dichiarato di aver il fratello come modello d'ispirazione, sia in campo che fuori. Ha debuttato in squadra il 1º maggio 2011, in un match valido per l'edizione stagionale del Norgesmesterskapet: ha sostituito Erik Nevland nella vittoria in trasferta per 0-4 sull'Egersund. L'esordio nell'Eliteserien è datato 19 maggio, subentrando a Indriði Sigurðsson nella sconfitta per 3-1 in casa del Tromsø. Il 10 gennaio 2013, ha rinnovato il contratto che lo legava al Viking fino al 30 giugno 2015. Successivamente a questa data, il calciatore si è svincolato. Ciò nonostante, la squadra che lo avrebbe messo sotto contratto avrebbe dovuto pagare al Viking la cifra di 2,4 milioni di corone, come premio di formazione.
Il 1º luglio 2015 Berisha ha allora firmato un contratto triennale con i tedeschi del Greuther Fürth, formazione militante nella 2. Bundesliga. Ha esordito in squadra il 25 luglio, schierato titolare nella vittoria per 1-0 sul Karlsruhe. Il 3 agosto ha segnato la prima rete, nel 2-2 maturato sul campo dello RB Lipsia. Ha chiuso la stagione con 34 presenze e 8 reti tra tutte le competizioni, con il Greuther Fürth che ha concluso l'annata al 9º posto finale. Il 31 agosto 2017 gli austriaci del Rapid Vienna hanno reso noto d'aver ingaggiato Berisha, che ha scelto la maglia numero 9 e si è legato al nuovo club con un contratto valido fino al 30 giugno 2020. Il 30 marzo 2019 è stato tesserato ufficialmente dal Brann, a cui si è legato con un contratto valido fino al 31 dicembre 2022. Il 13 gennaio 2020 ha fatto ritorno al Viking, dove è rimasto per altre due stagioni e mezzo.
Il 23 luglio 2022 è passato ufficialmente agli svedesi dell'Hammarby per circa un milione e mezzo di euro, diventando l'acquisto più costoso nella storia del club. Ha firmato un contratto di quattro anni e mezzo.
Il 24 gennaio 2023 ha fatto ritorno in Norvegia, firmando un contratto quadriennale con il Molde che lo ha acquistato in cambio di una cifra quantificata in 37 milioni di corone svedesi (circa 3,3 milioni di euro) versati nelle casse del club svedese.

### Nazionale
Il 31 agosto 2015, Berisha è stato convocato in Nazionale maggiore per sopperire alle assenze degli infortunati Joshua King e Adama Diomandé, in vista delle partite di qualificazione al campionato d'Europa 2016 contro Bulgaria e Croazia. Non è stato impiegato nel corso di queste sfide. Il 22 maggio 2016 è stato nuovamente convocato in vista della partita amichevole contro il Portogallo, che si sarebbe disputata pochi giorni dopo. Il 29 maggio è stato quindi schierato titolare nella sfida contro la selezione portoghese.

## Statistiche

### Presenze e reti nei club
Statistiche aggiornate al 24 gennaio 2023.
| Stagione              | Club                  | Campionato            | Campionato | Campionato | Coppe nazionali | Coppe nazionali | Coppe nazionali | Coppe continentali | Coppe continentali | Coppe continentali | Supercoppe | Supercoppe | Supercoppe | Totale | Totale |
| Stagione              | Club                  | Comp                  | Pres       | Reti       | Comp            | Pres            | Reti            | Comp               | Pres               | Reti               | Comp       | Pres       | Reti       | Pres   | Reti   |
| --------------------- | --------------------- | --------------------- | ---------- | ---------- | --------------- | --------------- | --------------- | ------------------ | ------------------ | ------------------ | ---------- | ---------- | ---------- | ------ | ------ |
| 2009                  | Egersund              | 3D                    | ?          | ?          | CN              | ?               | ?               | -                  | -                  | -                  | -          | -          | -          | ?      | ?      |
| 2010                  | Egersund              | 3D                    | ?          | ?          | CN              | ?               | ?               | -                  | -                  | -                  | -          | -          | -          | ?      | ?      |
| Totale Egersund       | Totale Egersund       | Totale Egersund       | 21         | 1          |                 | ?               | ?               |                    | -                  | -                  |            | -          | -          | 21+    | 1+     |
| 2011                  | Viking                | ES                    | 12         | 1          | CN              | 4               | 0               | -                  | -                  | -                  | -          | -          | -          | 16     | 1      |
| 2012                  | Viking                | ES                    | 21         | 7          | CN              | 3               | 1               | -                  | -                  | -                  | -          | -          | -          | 24     | 8      |
| 2013                  | Viking                | ES                    | 22         | 4          | CN              | 2               | 1               | -                  | -                  | -                  | -          | -          | -          | 24     | 5      |
| 2014                  | Viking                | ES                    | 25         | 1          | CN              | 4               | 2               | -                  | -                  | -                  | -          | -          | -          | 29     | 3      |
| gen.-giu. 2015        | Viking                | ES                    | 14         | 11         | CN              | 2               | 1               | -                  | -                  | -                  | -          | -          | -          | 16     | 12     |
| 2015-2016             | Greuther Fürth        | 2L                    | 33         | 8          | CG              | 1               | 0               | -                  | -                  | -                  | -          | -          | -          | 34     | 8      |
| 2016-2017             | Greuther Fürth        | 2L                    | 26         | 3          | CG              | 3               | 1               | -                  | -                  | -                  | -          | -          | -          | 29     | 4      |
| lug.-ago. 2017        | Greuther Fürth        | 2L                    | 4          | 0          | CG              | 1               | 0               | -                  | -                  | -                  | -          | -          | -          | 5      | 0      |
| Totale Greuther Fürth | Totale Greuther Fürth | Totale Greuther Fürth | 63         | 11         |                 | 5               | 1               |                    | -                  | -                  |            | -          | -          | 68     | 12     |
| ago. 2017-2018        | Rapid Vienna          | BL                    | 27         | 4          | CA              | 2               | 0               | -                  | -                  | -                  | -          | -          | -          | 29     | 4      |
| 2018-mar. 2019        | Rapid Vienna          | BL                    | 17         | 3          | CA              | 2               | 1               | UEL                | 10                 | 1                  | -          | -          | -          | 29     | 5      |
| Totale Rapid Vienna   | Totale Rapid Vienna   | Totale Rapid Vienna   | 44         | 7          |                 | 4               | 1               |                    | 10                 | 1                  |            | -          | -          | 58     | 9      |
| 2019                  | Brann                 | ES                    | 26         | 3          | CN              | 3               | 0               | UEL                | 2                  | 1                  | -          | -          | -          | 31     | 4      |
| 2020                  | Viking                | ES                    | 28         | 16         | -               | -               | -               | UEL                | 1                  | 0                  | -          | -          | -          | 29     | 16     |
| 2021                  | Viking                | ES                    | 28         | 22         | CN              | 5               | 5               | -                  | -                  | -                  | -          | -          | -          | 33     | 27     |
| gen.-lug. 2022        | Viking                | ES                    | 12         | 8          | CN              | 0               | 0               | UECL               | -                  | -                  | -          | -          | -          | 12     | 8      |
| lug.-dic. 2022        | Hammarby              | A                     | 14         | 4          | CS              | 1               | 0               | -                  | -                  | -                  | -          | -          | -          | 15     | 4      |
| 2023                  | Molde                 | ES                    | 22         | 5          | CN              | 6               | 1               | UCL+UEL+UECL       | 5+4+4              | 0                  | -          | -          | -          | 41     | 6      |
| 2024                  | Molde                 | ES                    | 1          | 0          | CN              | 0               | 0               | UCL+UECL           | 2+0                | 1+0                | -          | -          | -          | 3      | 1      |
| gen.-ago. 2025        | Molde                 | ES                    | 9          | 4          | CN              | 3               | 3               | -                  | -                  | -                  | -          | -          | -          | 12     | 7      |
| Totale Molde          | Totale Molde          | Totale Molde          | 32         | 9          |                 | 9               | 4               |                    | 15                 | 1                  |            | -          | -          | 56     | 14     |
| ago.-dic. 2025        | Viking                | ES                    | 0          | 0          | CN              | -               | -               | UECL               | 0                  | 0                  | -          | -          | -          | 0      | 0      |
| Totale Viking         | Totale Viking         | Totale Viking         | 162        | 70         |                 | 20              | 10              |                    | 1                  | 0                  |            | -          | -          | 193    | 80     |
| Totale carriera       | Totale carriera       | Totale carriera       | 330        | 96         |                 | 33+             | 12+             |                    | 13                 | 2                  |            | -          | -          | 376+   | 110+   |

### Cronologia presenze e reti in nazionale
| Cronologia completa delle presenze e delle reti in nazionale ― Norvegia | Cronologia completa delle presenze e delle reti in nazionale ― Norvegia | Cronologia completa delle presenze e delle reti in nazionale ― Norvegia | Cronologia completa delle presenze e delle reti in nazionale ― Norvegia | Cronologia completa delle presenze e delle reti in nazionale ― Norvegia | Cronologia completa delle presenze e delle reti in nazionale ― Norvegia | Cronologia completa delle presenze e delle reti in nazionale ― Norvegia | Cronologia completa delle presenze e delle reti in nazionale ― Norvegia |
| Data                                                                    | Città                                                                   | In casa                                                                 | Risultato                                                               | Ospiti                                                                  | Competizione                                                            | Reti                                                                    | Note                                                                    |
| ----------------------------------------------------------------------- | ----------------------------------------------------------------------- | ----------------------------------------------------------------------- | ----------------------------------------------------------------------- | ----------------------------------------------------------------------- | ----------------------------------------------------------------------- | ----------------------------------------------------------------------- | ----------------------------------------------------------------------- |
| 29-5-2016                                                               | Porto                                                                   | Portogallo                                                              | 3 – 0                                                                   | Norvegia                                                                | Amichevole                                                              | -                                                                       |                                                                         |
| 5-6-2016                                                                | Bruxelles                                                               | Belgio                                                                  | 3 – 2                                                                   | Norvegia                                                                | Amichevole                                                              | 1                                                                       | 66’                                                                     |
| 31-8-2016                                                               | Oslo                                                                    | Norvegia                                                                | 0 – 1                                                                   | Bielorussia                                                             | Amichevole                                                              | -                                                                       | 62’                                                                     |
| 5-9-2016                                                                | Oslo                                                                    | Norvegia                                                                | 0 – 3                                                                   | Germania                                                                | Qual. Mondiali 2018                                                     | -                                                                       |                                                                         |
| 18-11-2020                                                              | Vienna                                                                  | Austria                                                                 | 1 – 1                                                                   | Norvegia                                                                | UEFA Nations League 2020-2021 - 1º turno                                | -                                                                       | 86’                                                                     |
| 8-10-2021                                                               | Istanbul                                                                | Turchia                                                                 | 1 – 1                                                                   | Norvegia                                                                | Qual. Mondiali 2022                                                     | -                                                                       | 75’                                                                     |
| 11-10-2021                                                              | Oslo                                                                    | Norvegia                                                                | 2 – 0                                                                   | Montenegro                                                              | Qual. Mondiali 2022                                                     | -                                                                       | 64’                                                                     |
| 25-3-2022                                                               | Oslo                                                                    | Norvegia                                                                | 2 – 0                                                                   | Slovacchia                                                              | Amichevole                                                              | -                                                                       | 81’                                                                     |
| 29-3-2022                                                               | Oslo                                                                    | Norvegia                                                                | 9 – 0                                                                   | Armenia                                                                 | Amichevole                                                              | -                                                                       | 72’                                                                     |
| 12-6-2022                                                               | Oslo                                                                    | Norvegia                                                                | 3 – 2                                                                   | Svezia                                                                  | UEFA Nations League 2022-2023 - 1º turno                                | -                                                                       | 89’                                                                     |
| Totale                                                                  |                                                                         | Presenze                                                                | 10                                                                      |                                                                         | Reti                                                                    | 1                                                                       |                                                                         |

## Palmarès

### Club

#### Competizioni nazionali
- Coppa di Norvegia: 1

Molde: 2023